# Esametildisilossano
L'esametildisilossano (o HMDSO) è un silil-etere.
A temperatura ambiente si presenta come un liquido incolore dall'odore caratteristico. È un composto molto infiammabile.
È usato principalmente come reagente per inserire il gruppo trimetilsilile (-Si(CH3)3) nella sintesi organica. In presenta di catalizzatori acidi converte alcoli e acidi carobissilici nel corrispondenti silileteri e sililesteri.
Viene usato anche come standard interno nella spettroscopia NMR-1H. Più facile da maneggiare del tetrametilsilano perché meno volatile, anch'esso produce un singolo segnale a circa zero ppm.